# Мюллюпуро (станція метро)
60°13′30″ пн. ш. 25°4′32″ сх. д. / 60.22500° пн. ш. 25.07556° сх. д.
Мюллюпуро (фін. Myllypuro, швед. Kvarnbäcken) — наземна станція Гельсінського метрополітену на північній лінії (Ітякескус - Меллунмякі). Обслуговує квартал Мюллюпуро на сході Гельсінкі.
Біля станції розташована паровка на 97 роверів та 40 автівок
Станція була відкрита 21 жовтня 1986 року. Дизайн за проектом архітектурної компанії Toivo Karhunen Oy. Розташована за 1.4 км від станції Контула та за 1.9 км від станції Ітякескус.
Конструкція станції: наземна закрита з однією острівною платформою.
Пересадки: на автобуси 54, 92, 92N, 94N, 506, 553, 553K, 554, 561, 805, та 812

## Назва
У перекладі з фінської мови, мюллюпуро (фін. Myllypuro) означає млиновий струмок, струмок при млині. Шведське слово кварнбякен (швед. Kvarnbäcken) перекладається так само.